# Familia Moure
Los Moure son un grupo de familias de origen español, precisamente de la región de Galicia, en España. La rama colombiana, quizá la más importante y famosa, tiene su centro de poder en la ciudad de Bogotá, y entre sus miembros destacan artistas y literatos.
Otras ramas menores se encuentran en Argentina y Cuba, donde también hay artistas destacados.